# Rómulo Gallegos (Apure)
Pour les articles homonymes, voir Gallegos.
Rómulo Gallegos est l'une des sept municipalités de l'État d'Apure au Venezuela. Son chef-lieu est Elorza. En 2011, la population s'élève à 24 418 habitants.

## Étymologie
La municipalité est nommée en l'honneur de Rómulo Gallegos, écrivain et homme politique vénézuélien, 34e Président du Venezuela de février à novembre 1948.

## Géographie

### Subdivisions
La municipalité est divisée en deux paroisses civiles avec, chacune à sa tête, une capitale (entre parenthèses) :
- La Trinidad (La Trinidad de Orichuna) ;
- Urbana Elorza (Elorza).